# Right Here Waiting
"Right Here Waiting" (hay còn được biết đến như "Right Here Waiting for You") là một bài hát của nghệ sĩ thu âm người Mỹ Richard Marx nằm trong album phòng thu thứ hai của ông, Repeat Offender (1989). Nó được phát hành như là đĩa đơn thứ hai trích từ album vào ngày 29 tháng 6 năm 1989 bởi EMI Records. Bài hát được viết lời và sản xuất bởi Marx, bên cạnh sự tham gia đồng sản xuất từ David Cole, cộng tác viên quen thuộc trong sự nghiệp của nam ca sĩ. Được dự định sẽ do Barbra Streisand thể hiện nhưng đã không thể thực hiện, "Right Here Waiting" là một bản pop ballad kết hợp với những yếu tố từ soft rock mang nội dung đề cập đến tình cảm chân thành của một chàng trai với người yêu của anh đang ở một nơi xa và cả hai không thể gặp nhau, trong đó anh khẳng định sẽ luôn chờ đợi cô dù ở bất cứ nơi đâu, được Marx lấy cảm hứng từ mối quan hệ của ông với người vợ lúc bấy giờ Cynthia Rhodes, người đang ở Nam Phi để thực hiện một bộ phim.
Sau khi phát hành, "Right Here Waiting" nhận được những phản ứng tích cực từ các nhà phê bình âm nhạc, trong đó họ đánh giá cao giai điệu sâu lắng, chất giọng tình cảm của Marx cũng như nội dung lời bài hát. Ngoài ra, nó còn gặt hái nhiều giải thưởng và đề cử tại những lễ trao giải lớn, bao gồm một đề cử giải Grammy cho Trình diễn giọng pop nam xuất sắc nhất tại lễ trao giải thường niên lần thứ 32. "Right Here Waiting" cũng tiếp nhận những thành công vượt trội về mặt thương mại trên toàn thế giới, đứng đầu các bảng xếp hạng ở Úc, Canada, Ireland và New Zealand, và lọt vào top 10 ở hầu hết những quốc gia nó xuất hiện, bao gồm vươn đến top 5 ở những thị trường lớn như Bỉ, Hà Lan, Na Uy và Vương quốc Anh. Tại Hoa Kỳ, nó đạt vị trí số một trên bảng xếp hạng Billboard Hot 100 trong ba tuần liên tiếp, trở thành đĩa đơn quán quân thứ ba liên tiếp của Marx, đồng thời là đĩa đơn thứ sáu liên tiếp của ông vươn đến top 5 tại đây.
Video ca nhạc cho "Right Here Waiting" được đạo diễn bởi James Yukich, trong đó bao gồm những cảnh Marx trình diễn bài hát với một cây đàn dương cầm trong một khán phòng trống, xen kẽ với những hình ảnh từ những chuyến lưu diễn của ông, nhằm mô tả cảm giác trống vắng và nỗi nhớ người yêu của nam ca sĩ. Để quảng bá bài hát, nam ca sĩ đã trình diễn nó trên nhiều chương trình truyền hình và lễ trao giải lớn, bao gồm The Arsenio Hall Show, Top of the Pops và The Tonight Show Starring Johnny Carson, cũng như trong nhiều chuyến lưu diễn của ông. Được ghi nhận là bài hát trứ danh trong sự nghiệp của Marx, "Right Here Waiting" đã được hát lại và sử dụng làm nhạc mẫu bởi nhiều nghệ sĩ, như Julio Iglesias, Donny Osmond, Bonnie Tyler, Jason Donovan, Monica, Westlife, Cheryl Cole, Shayne Ward và Clay Aiken, cũng như xuất hiện trong nhiều tác phẩm điện ảnh và truyền hình, bao gồm Chuck, Good Deeds, The Good Place và Raising Hope.

## Danh sách bài hát
| Đĩa 7" tại châu Âu 1. "Right Here Waiting" — 4:24 2. "Wait for the Sunrise" — 4:13 Đĩa 7" tại Anh quốc 1. "Right Here Waiting" — 4:24 2. "Hold on to the Nights" (trực tiếp) — 4:46 Đĩa 12" tại Anh quốc 1. "Right Here Waiting" — 4:24 2. "Wait for the Sunrise" — 4:13 3. "Hold on to the Nights" (trực tiếp) — 4:46 | Đĩa 12" tại Anh quốc 1. "Right Here Waiting" — 4:24 2. "Hold on to the Nights" (trực tiếp) — 5:00 3. "That Was Lulu" (trực tiếp) — 3:58 Đĩa CD maxi tại Anh quốc 1. "Right Here Waiting" — 4:24 2. "Hold on to the Nights" (trực tiếp) — 5:00 3. "That Was Lulu" (trực tiếp) — 3:58 4. "Wild Life" — 4:02 |

## Xếp hạng
| Bảng xếp hạng (1989-90)               | Vị trí cao nhất |
| ------------------------------------- | --------------- |
| Úc (ARIA)                             | 1               |
| Áo (Ö3 Austria Top 40)                | 19              |
| Bỉ (Ultratop 50 Flanders)             | 3               |
| Canada (RPM)                          | 1               |
| Canada Adult Contemporary (RPM)       | 1               |
| Châu Âu (European Hot 100 Singles)    | 7               |
| Pháp (SNEP)                           | 19              |
| Đức (Official German Charts)          | 12              |
| Ireland (IRMA)                        | 1               |
| Ý (FIMI)                              | 48              |
| Hà Lan (Dutch Top 40)                 | 3               |
| Hà Lan (Single Top 100)               | 4               |
| New Zealand (Recorded Music NZ)       | 1               |
| Na Uy (VG-lista)                      | 4               |
| Tây Ban Nha (AFYVE)                   | 17              |
| Thụy Điển (Sverigetopplistan)         | 7               |
| Thụy Sĩ (Schweizer Hitparade)         | 6               |
| Anh Quốc (OCC)                        | 2               |
| Hoa Kỳ Billboard Hot 100              | 1               |
| Hoa Kỳ Adult Contemporary (Billboard) | 1               |

| Bảng xếp hạng (1989)                 | Vị trí |
| ------------------------------------ | ------ |
| Australia (ARIA)                     | 14     |
| Belgium (Ultratop 50 Flanders)       | 13     |
| Canada (RPM)                         | 2      |
| Europe (European Hot 100 Singles)    | 40     |
| Netherlands (Dutch Top 40)           | 15     |
| Netherlands (Single Top 100)         | 23     |
| New Zealand (Recorded Music NZ)      | 35     |
| UK Singles (Official Charts Company) | 30     |
| US Billboard Hot 100                 | 11     |
| US Adult Contemporary (Billboard)    | 6      |

| Bảng xếp hạng        | Vị trí |
| -------------------- | ------ |
| US Billboard Hot 100 | 397    |

## Chứng nhận
| Quốc gia | Chứng nhận | Số đơn vị/doanh số chứng nhận |
| --- | ---------- | ----------------------------- |
| Úc (ARIA) | Bạch kim   | 70.000^                       |
| Canada (Music Canada) | Vàng       | 50.000^                       |
| Anh Quốc (BPI) | Bạc        | 200.000^                      |
| Hoa Kỳ (RIAA) | Bạch kim   | 1.000.000^                    |
| * Chứng nhận dựa theo doanh số tiêu thụ. ^ Chứng nhận dựa theo doanh số nhập hàng. ‡ Chứng nhận dựa theo doanh số tiêu thụ và phát trực tuyến. |            |                               |